# Carlo Di Antonio
 (septembre 2019).
Si vous disposez d'ouvrages ou d'articles de référence ou si vous connaissez des sites web de qualité traitant du thème abordé ici, merci de compléter l'article en donnant les références utiles à sa vérifiabilité et en les liant à la section « Notes et références ».
Carlo Di Antonio, né à Boussu le 12 juillet 1962, est un homme politique belge de langue française, membre du Centre démocrate humaniste (cdH). Il est ministre au sein du Gouvernement wallon de 2011 à 2019.

## Parcours politique
Il est élu conseiller communal à Dour en 1994, poste qu'il occupe sans discontinuer depuis lors. Aux élections d'octobre 2000 il emmène une liste centriste qui remporte 8 des 25 sièges en jeu. Il devient l'élu le plus populaire de la commune avec plus de 1400 voix de préférence. Il reste néanmoins dans l'opposition au Conseil communal.
En 2002, il participe avec Joëlle Milquet aux travaux transformant le Parti social-chrétien (PSC) en Centre démocrate humaniste (cdH). Il occupe le poste de Secrétaire général du parti en 2001 et 2002?
Lors des élections régionales de 2004, il obtient 5 574 voix de préférence et est élu député au Parlement wallon. Il succède ainsi à l'ancien Ministre PSC Albert Lienard.
En décembre 2006, Carlo Di Antonio devient le bourgmestre de Dour. La liste qu'il emmène remporte 12 des 25 sièges en jeu. Après quelques péripéties, il parvient à détrôner le Bourgmestre du Parti socialiste au pouvoir[source secondaire souhaitée]. Il dépose un pacte de majorité entre le CDH, le MR et Ecolo.
Il se présente aux élections européennes et aux élections wallonnes de juin 2009 (arrondissement de Mons-Borinage) et est réélu député wallon. Il réalise un score personnel de plus de 24 000 voix de préférence. 
Avec d'autres élus CDH (Hervé Doyen, Joël Riguelle, André du Bus de Warnaffe et Dimitri Fourny), inquiet de la dérive religieuse et communautariste dans l'enseignement, il signe une carte blanche le 23 novembre 2010 dans le quotidien belge francophone La Libre Belgique contre le port du voile islamique et les autres signes confessionnels à l'école.
En décembre 2011, il succède à Benoît Lutgen comme membre du Gouvernement wallon en tant que ministre des Travaux publics, de l'Agriculture, de la Ruralité, de la Nature, de la Forêt et du Patrimoine.
Aux élections communales de 2012, il remporte une majorité absolue à la tête d'un liste cdH-MR et est facilement reconduit comme bourgmestre.
Le 22 juillet 2014, Carlo Di Antonio est à nouveau appelé par le Président du cdH à exercer de nouvelles responsabilités ministérielles. Il prête alors serment comme ministre wallon de l'Environnement, de l'Aménagement du Territoire, de la Mobilité et des Transports, des Aéroports et du Bien-être animal. Il restera ministre jusqu'en septembre 2019 après avoir reçu en 2017 de nouvelles compétentes comme les Travaux Publics et les zones d'activités économiques[source secondaire souhaitée].
Aux élections communales d'octobre 2018 il est réélu Bourgmestre et sa liste « Dour Demain » remporte une majorité absolue de 14 sièges. Étant empêché par son mandat ministériel, il cède à Vincent Loiseau le poste de Bourgmestre[source secondaire souhaitée] faisant fonction jusqu'en septembre 2019. A cette date il redevient Bourgmestre au terme d'une période de près de 8 années comme membre du Gouvernement wallon.
Les élections régionales du 26 mai 2019 ne lui permettent pas d'être réélu à la Région wallonne. Tête de liste dans la circonscription de Mons, son parti, le cdH n'y décroche aucun siège.  

## Parcours personnel
Carlo di Antonio est né à Boussu en 1962. Il est l’aîné d’une famille de six enfants. Son père était ouvrier mineur, ayant émigré avec sa famille en 1950 du petit village de Penna St Andréa[Quoi ?] dans les Abruzzes italiennes. Sa mère est, elle, issue des Honnelles, dans le Hainaut.
Après des études primaires dans l'école communale de son village, Carlo Di Antonio opte pour des études secondaires techniques à Mons[source secondaire souhaitée]. Il obtient à 17 ans son premier diplôme, de technicien horticole. Durant sa scolarité, il prend goût à l'agronomie et rejoint l'Université de Louvain-la-Neuve (UCLouvain) pour entamer des études d'ingénieur agronome. En parallèle, il s'astreint à un entrainement sportif intensif. Il devient champion de Belgique universitaire du 5 000 m sur piste et de cross country[source secondaire souhaitée]. Il représentera d’ailleurs la Belgique aux Championnats du monde de cette discipline[source secondaire souhaitée]. 
À l'issue de ses études universitaires, Carlo Di Antonio décroche un diplôme de Bioingénieur et entame un doctorat en sciences agronomiques dans les laboratoires de biologie moléculaire des professeurs Briquet et Goffaux à l'UCLouvain[source secondaire souhaitée]. Avant d'avoir finalisé sa thèse, il quitte l'université pour créer, à Dour, deux entreprises avec des amis. L’une dans le domaine des matières plastiques[source secondaire souhaitée] et l’autre, dans le domaine du spectacle : le Dour Festival.
Il crée ensuite une série de sociétés actives localement dans divers secteurs[source secondaire nécessaire] : spectacles, Horeca, immobilier, entretiens des bâtiments, sports etc

## Festival de Dour et autres événements
Carlo di Antonio est le fondateur du Festival de Dour dont la première édition a eu lieu en septembre 1989. Il en sera l'organisateur pendant près de 20 ans. En 2022 il en était toujours le propriétaire. Dour Festival : un des événements musicaux et alternatifs les plus importants de Belgique et le plus fréquenté de la partie francophone du pays. 
Carlo Di Antonio est également fondateur du festival « Le Père Noël est un rockeur » : festival musical et caritatif au profit des enfants défavorisés. 

## Critiques
D'après Philippe Henry, qui lui succède en tant que ministre du Climat, des Infrastructures, de l'Énergie et de la Mobilité en Wallonie, il aurait, pour des motifs électoralistes, lancé plus de chantiers que la Sofico ne pouvait en supporter financièrement, créant un trou dans les finances,.  
En 2020, il a payé une transaction pénale de 5 000 euros pour mettre fin à une enquête judiciaire sur une expropriation, qu'il avait signée lorsqu'il était ministre wallon, de terrains appartenant à une société dont son frère était actionnaire,.